# داء أورباخ فيته
داء أورباخ فيته هو اضطراب وراثي متنحي نادر، مع رصيد إصابات يقارب 400 حالة منذ اكتشافه. أبلغ عنه إريك أورباخ وكاميليو فيته رسميًا لأول مرة في عام 1929، على الرغم من ملاحظة بعض حالات المرض منذ عام 1908.
تختلف أعراض هذا المرض بشكل كبير من شخص إلى آخر. قد تشمل الأعراض بحة الصوت، وآفات الجلد وتندبه، وسهولة تلف الجلد مع ضعف التئام الجروح، وجفاف الجلد وتجعده وحطاطات سبحية حول الجفون. تنتج جميع هذه الأعراض عن سماكة عامة في الجلد والغشاء المخاطي. يحدث في بعض الحالات تصلب في الأنسجة الدماغية في الفص الصدغي الأنسي، ما يؤدي إلى الصرع والشذوذات العصبية النفسية. لا يُعد المرض في الحالات النموذجية مهددًا للحياة، ولا يتسبب في انخفاض مدى عمر المرضى.
نظرًا إلى حدوث داء أورباخ فيته نتيجة الوراثة المتنحية الجسدية، قد يحمل الأفراد هذا المرض دون ظهور أعراض. ينتج المرض عن طفرات فقدان الوظيفة في الصبغي 1 في «1 كيو 21»، جين البروتين 1 المطرسي خارج الخلوي (إي سي إم 1). تنتج الأعراض الجلدية عن تراكم مادة هيالينية في الأدمة وسماكة الأغشية القاعدية في الجلد. يُشخص داء أورباخ فيته نموذجيًا من خلال مظاهره الجلدية السريرية، على وجه التحديد الحطاطات السبحية على الجفون. سمح اكتشاف الطفرات داخل الجين «إي سي إم 1» باستخدام الفحص الجيني لتأكيد التشخيص السريري الأولي. يمكن استخدام ملون شيف وحمض البيروديك (بّي إيه إس) والتلوين الكيميائي النسيجي المناعي من أجل التشخيص.
في الوقت الحالي، لا يوجد علاج لداء أورباخ فيته على الرغم من وجود وسائل فردية في علاج بعض أعراضه. سمح اكتشاف الطفرات داخل الجين «إي سي إم 1» بإمكانية استخدام المعالجة الجينية أو بروتين «إي سي إم 1» المأشوب في علاج داء أورباخ فيته، لكن ما يزال هذان الخياران غير متاحين. يعمل بعض الباحثين على اختبار المرضى المصابين بداء أورباخ فيته بهدف جمع مزيد من المعلومات حول الحالات الأخرى التي تظهر أعراضًا عصبية مشابهة، مثل التوحد.

## الأعراض
يتميز داء أورباخ فيته بأعراض جلدية وعصبية على حد السواء.

### الجلدية
على الرغم من اختلاف الأعراض بشكل كبير بين الأشخاص المصابين، وحتى بين المصابين في الأسرة الواحدة، تبدأ الأعراض عادة لدى الرضيع نتيجة سماكة الجلد والأغشية المخاطية. تظهر أولى الأعراض في البكاء الضعيف أو بحة الصوت نتيجة سماكة الحبال الصوتية. تمثل بحة الصوت أحد أكثر المظاهر السريرية للمرض وضوحًا. تظهر الآفات والندبات أيضًا على الجلد، غالبًا على الوجه والأجزاء الوحشية من الأطراف. غالبًا ما ينتج هذا عن ضعف التئام الجروح إذ يستمر التندب في الازدياد مع تقدم المريض في العمر، ما يضفي على الجلد المظهر الشمعي. قد يتعرض الجلد للتلف بسهولة بعد الصدمات أو الإصابات البسيطة، ما يخلف العديد من البثور والندبات الإضافية. بالإضافة إلى ذلك، عادة ما يكون الجلد جافًا ومتجعدًا للغاية. تتشكل ارتشاحات بيضاء أو صفراء على الشفتين، والأنسجة الخدية، واللوزة، واللهاة، ولسان المزمار ولجام اللسان. قد يؤدي هذا إلى عدوى الجهاز التنفسي العلوي ما يتطلب في بعض الأحيان ثقب القصبة الهوائية لتخفيف العرض. قد تعيق السماكة المفرطة في اللجام حركة اللسان ما يؤدي إلى اضطرابات الكلام. تُعد الحطاطات السبحية حول الجفون من الأعراض الشائعة للغاية إذ تُستخدم غالبًا كجزء من تشخيص هذا الداء. تشمل الأعراض الأقل شيوعًا كلًا من فقدان الشعر، والتهاب النكفية، والشذوذات السنية الأخرى، وتقرح القرنية والتنكس البؤري لبقعة الشبكية.

### العصبية
على الرغم من اعتبار التغيرات الجلدية أكثر الأعراض وضوحًا لداء أورباخ فيته، يعاني الكثير من المرضى أيضًا من الأعراض العصبية. يظهر ما يقارب 50-75% من الحالات المشخصة بداء أورباخ فيته تكلسات متناظرة ثنائية الجانب على الفصين الصدغيين الإنسيين. تؤثر هذه التكلسات غالبًا على اللوزة الدماغية والتلافيف حول اللوزة. يُعتقد أن للوزة الدماغية دور في معالجة المنبهات ذات الصلة الحيوية والذاكرة طويلة الأمد، على وجه التحديد تلك المتعلقة بالخوف، إذ أظهر تصويرا «بّي إي تي» و«إم آر آي» وجود رابط بين تنشيط اللوزة الدماغية والذاكرة العرضية للمنبهات العاطفية القوية. لذلك، قد يواجه المرضى المصابون بداء أورباخ فيته ممن يعانون من التكلسات والآفات في هذه المناطق ضعفًا في هذه الأنظمة. تنتج هذه التكلسات عن تراكم رواسب الكالسيوم في الأوعية الدموية داخل هذه المنطقة من الدماغ. تتصلب هذه الأوعية مع مرور الوقت مسببة موت النسيج المسؤولة عنه وظهور الآفات. غالبًا ما يرتبط مقدار التكلسات بمدة المرض. يصعب تحديد الانتشار الحقيقي لهذه التكلسات بدقة نتيجة عدم خضوع جميع المرضى لتصوير الدماغ. يعاني بعض المرضى أيضًا من الصرع والشذوذات العصبية النفسية. قد تبدأ أعراض الصرع بنوبات قلق خفيفة يسهل السيطرة عليها من خلال الأدوية المضادة للصرع بما في ذلك حمض الفالبوريك (إبيليم). يعاني بعض مرضى من أعراض مشابهة للفصام، بينما يعاني آخرون من اضطرابات المزاج والقلق والذهان.

## العلاج
في الوقت الحالي، لا يوجد علاج لداء أورباخ فيته على الرغم من وجود بعض الوسائل الفردية لمعالجة كثير من أعراضه. أظهرت المعالجة باستخدام ثنائي ميثيل السلفوكسيد (دي إم إس أو) والهيبارين داخل الآفة بعض النجاح، لكن لم يحدث ذلك لدى جميع الحالات. أظهر دي-بنيسيلامين بدوره نتائجًا واعدة، لكن لم يُستخدم على نطاق واسع بعد. يوجد أيضًا بعض التقارير حول استخدام دواء الإيتريتينيت، الذي يُوصف عادة من أجل علاج الصدفية، في معالجة عدد من المرضى. في بعض الحالات، قد تؤدي تكلسات الدماغ إلى نشاط كهربائي شاذ بين العصبونات. يخضع بعض المرضى إلى العلاج بالأدوية المضادة للنوبات بهدف المساعدة في التعامل مع هذه الشذوذات. غالبًا ما يُستخدم ثقب القصبة الهوائية من أجل تخفيف عدوى الجهاز التنفسي العلوي. حسنت الجراحة باستخدام ليزر ثنائي أكسيد الكربون على الأحبال الصوتية السميكة وحطاطات الجفن السبحية هذه الأعراض لدى المرضى. سمح اكتشاف الطفرات داخل الجين «إي سي إم 1» بإمكانية استخدام المعالجة الجينية أو بروتين «إي سي إم 1» معاد التركيب في علاج داء أورباخ فيته، لكن ما يزال هذان الخياران غير متاحين.

## معدل الحدوث
يُعتبر داء أورباخ فيته من الأمراض النادرة جدًا؛ يوجد أقل من 300 حالة مبلغ عنها في الدليل الطبي. على الرغم من انتشار داء أورباخ فيته في جميع أنحاء العالم، يعود ربع الحالات المشخصة المبلغ عنها تقريبًا إلى جنوب أفريقيا. ينتمي كثير من هؤلاء المرضى إلى الأصول الهولندية والألمانية والكويسانية. يُعتقد أن هذا التواتر المرتفع ناتج عن تأثير المؤسس. نظرًا إلى سببه الجيني المتنحي وقدرة الأفراد على حمل المرض دون ظهور أعراض، غالبًا ما يظهر داء أورباخ فيته لدى العائلات. في بعض مناطق جنوب أفريقيا، قد يحمل شخص من كل 12 فرد المرض. تشمل معظم الدراسات حول داء أورباخ فيته حالة واحدة إلى ثلاث حالات فقط، وغالبًا ما تنتمي هذه الحالات إلى عائلة واحدة. نظرًا إلى معدل حدوثه المنخفض، يصعب إيجاد عدد كبير من الحالات اللازمة لدراسة المرض بالشكل الكافي.